# Europastraße 55
Die Europastraße 55 (kurz: E 55) verläuft vom nördlichen Punkt Helsingborg (Schweden) bis zum südlichen Punkt Kalamata (Griechenland). Sie ist 3.305 km lang.
Ab Helsingborg schließt sich in nördlicher Richtung die Europastraße 4 an, die durch Schweden nach Tornio (Finnland) führt. Es gab Bestrebungen, die Schilder der E 4 gegen E-55-Zeichen auszutauschen und die E 55 damit zu verlängern. Aus praktischen – und wohl auch sentimentalen – Gründen wurde bislang aber darauf verzichtet.

## Verlauf

### Schweden
Helsingborg 
(Fähre) (Die Fähre hat in Helsingborg nur E 4 als Beschilderung)

### Dänemark
Helsingør – Kopenhagen – Køge – Farøbroerne – Nykøbing Falster – Gedser 
(Fähre)
Von Helsingborg bis Eskilstrup verläuft die E 55 gemeinsam mit der Europastraße 47, die hier nach Westen in Richtung Rødbyhavn weiterläuft. Seit 2018 hat die Strecke zwischen Helsingør und Køge nur E47 als Beschilderung.

### Deutschland

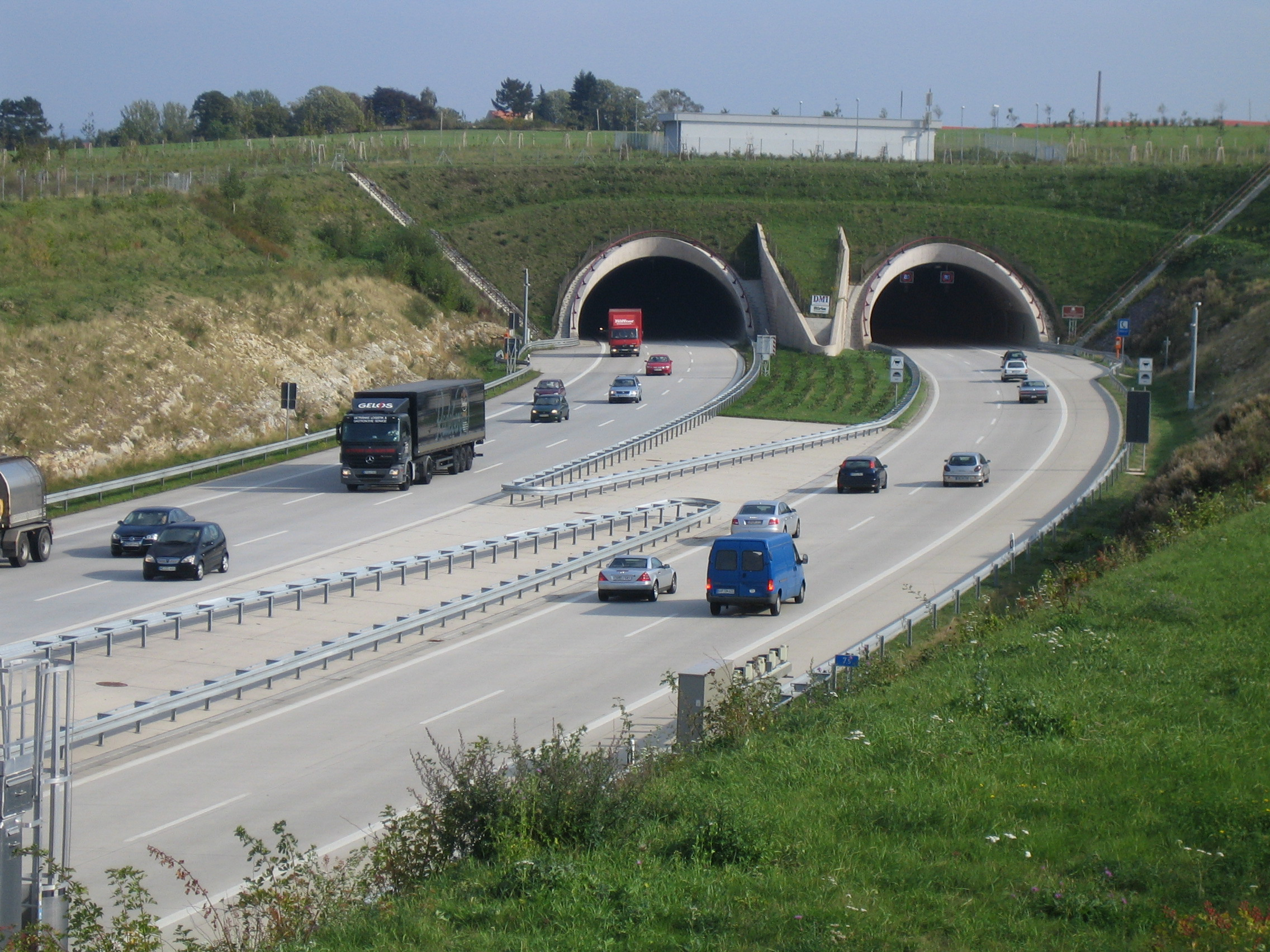
Einfahrt zum Dölzschener Tunnel im Süden Dresdens, A 17

Rostock – A 19 – Autobahndreieck Wittstock/Dosse – A 24 – Berliner Ring (Autobahndreieck Havelland – Autobahndreieck Werder – Autobahndreieck Potsdam – Autobahndreieck Nuthetal – Autobahnkreuz Schönefeld) – A 13 – Dresden – A 17

### Tschechische Republik
D 8 – Ústí nad Labem – Lovosice – Prag – D 1 – Tábor – D 3 – České Budějovice – Silnice I/3

### Österreich
B 310 – S 10 – Freistadt – A 7 – Linz – A 1 – Salzburg – A 10 – Villach – A 2

### Italien
A23 – Tarvisio – Udine – Portogruaro – Venedig – Autostrada A4 – Padua – Autostrada A13 – Ravenna – Autostrada A14 – Rimini – Ancona – Pescara – Foggia – Cerignola – Barletta – Bari – Brindisi – Lecce – Otranto 
(Fähre)

### Griechenland
Igoumenitsa – Preveza – Arta – Agrinio – Patras – Kalamata

## Sonstiges
Nach der Ostöffnung bzw. Wiedervereinigung Deutschlands 1989 bis zur Verlegung der Route auf eine neu errichtete Autobahn (vor/um) 2009 bzw. der Erweiterung der Europäischen Union wurde die Strecke südlich der deutsch-tschechischen Grenze (besonders an der Straße Ruská in Dubí) als „längster Straßenstrich Europas“ mit bis zu etwa 50 Bordellen bekannt.